# Marabout Fantastique
Marabout Fantastique est une collection de récits fantastiques des éditions Marabout, parue de 1962 à 1983. 
Dans cette collection ont notamment été publiés les auteurs belges Jean Ray, Thomas Owen et Gérard Prévot, ainsi que l'écrivain français Claude Seignolle. Le catalogue contient la plupart des grands classiques français et étrangers de la littérature fantastique : Ernst Theodor Wilhelm Hoffmann, Matthew Gregory Lewis, Théophile Gautier, Henry James, Guy de Maupassant, Bram Stoker, Oscar Wilde, Karel Čapek.
Cette collection a été dirigée entre 1969 et 1977 par Jean-Baptiste Baronian.
Les illustrations de couverture des ouvrages de la collection sont l’œuvre d'Henri Lievens.

## Liste des titres
- 109. Tous les contes par Edgar Allan Poe
- 114. Les 25 meilleures histoires noires et fantastiques par Jean Ray
- 142. Malpertuis par Jean Ray
- 166. Les Derniers Contes de Canterbury par Jean Ray
- 172. La Cave aux crapauds par Thomas Owen
- 182. Dracula par Bram Stoker
- 197. Le Carrousel des maléfices par Jean Ray
- 199. La Brume ne se lèvera plus par Claude Seignolle (voir aussi le n°419)
- 203. Frankenstein par Mary Shelley
- 208. Les Contes noirs du golf par Jean Ray
- 215. La Malvenue par Claude Seignolle
- 223. La Cité de l'indicible peur par Jean Ray
- 230. Histoires maléfiques par Claude Seignolle
- 234. Sortilèges par Michel de Ghelderode
- 237. Les Contes du whisky par Jean Ray
- 242. Cérémonial nocturne par Thomas Owen
- 244. Contes macabres par Claude Seignolle
- 247. Le Livre des fantômes par Jean Ray
- 248. Les Mémoires du diable T.1 par F. Soulie
- 249. Les Mémoires du diable T.2 par F. Soulie
- 250. Hugues-le-loup par Erckmann-Chatrian
- 257. L'Aventure impersonnelle par Marcel Bealu
- 259. Harry Dickson T.1 par Jean Ray
- 264. Aurélia et autres contes fantastiques par Gérard de Nerval
- 265. Harry Dickson T.2 par Jean Ray
- 266. La Maison au mille étages par Jan Weiss
- 267. Le Moine par Matthew Gregory Lewis
- 269. Harry Dickson T.3 par Jean Ray
- 270. Nouvelles du grand possible par Marcel Thiry
- 275. Harry Dickson T.4 par Jean Ray
- 279. Melmoth, l'homme errant par Charles Robert Maturin
- 282. Les chevaux de la nuit et autre récits cruels par Claude Seignolle
- 283. Harry Dickson T.5 par Jean Ray
- 292. Harry Dickson T.6 par Jean Ray
- 300. Harry Dickson T.7 par Jean Ray
- 306. Le Musée des diables par Carlos Esteban Deive
- 309. Harry Dickson T.8 par Jean Ray
- 314. L'Oreille de la chouette par Erckmann-Chatrian
- 320. Avatar par Théophile Gautier
- 322. Les Drames de la mort par Paul Féval
- 324. La Guerre des salamandres par Karel Čapek
- 334. L'Araignée par Hanns Heinz Ewers
- 337. She par Henry Rider Haggard
- 347. La Nuit des mutants par Jean Sadyn
- 354. Aux portes de l'épouvante par Robert Bloch et Ray Bradbury
- 358. Harry Dickson T.9 par Jean Ray
- 363. Les Épées de l'effroi par Vernon Lee
- 364. L'Étrange Cas du docteur Jekyll et de M. Hyde par Robert Louis Stevenson
- 367. Soleil des loups par André Pieyre de Mandiargues
- 368. Le Meneur de loups par Alexandre Dumas
- 369. Le Démon de février par Gérard Prévot
- 371. Harry Dickson T.10 par Jean Ray
- 374. Les Escales de la haute nuit par Marcel Brion
- 385. L'Élixir de longue vie par Honoré de Balzac
- 387. Le Golem par Gustav Meyrink
- 389. Harry Dickson T.12 par Jean Ray
- 392. Le Pentagramme par Vladimir Colin
- 393. Le Fantôme de Canterville par Oscar Wilde
- 394. La Truie par Thomas Owen
- 396. Le Charretier de la mort par Selma Lagerlöf
- 398. L'Homme vert par Kingsley Amis
- 400. Han par Jean Paul Raemdonck (prix Jean Ray 1972)
- 402. Mémoires de l'ombre par Marcel Béalu
- 404. L'Autre Côté par Alfred Kubin (sans les illustrations)
- 406. Le Dernier Démon par Isaac Bashevis Singer (voir aussi le n°900)
- 408. Le Chevalier Ténèbre par Paul Féval
- 412. Le Tour d'écrou par Henry James
- 416. Harry Dickson T.13 par Jean Ray
- 419. Histoires vénéneuses suivi de La brume ne se lèvera plus par Claude Seignolle (voir aussi le n°199)
- 422. La Nuit aveuglante par André de Richaud
- 425. Parlez-moi d'horreur par Robert Bloch
- 428. Le Tambour d'angoisse par B. R. Bruss
- 433. Myrtis par Daniel Mallinus (prix Jean Ray 1973)
- 437. Harry Dickson T.14 par Jean Ray
- 441. Celui qui venait de partout par Gérard Prévot
- 445. Le Roi au masque d'or par Marcel Schwob
- 448. Pitié pour les ombres par Thomas Owen
- 451. La Nuit de Walpurgis par Gustav Meyrink
- 454. La Vieille Fille blanche par Nathaniel Hawthorne
- 456. Harry Dickson T.15 par Jean Ray
- 459. Tribulat Bonhomet par Villiers de l'Isle-Adam
- 462. La Colère végétale par Monique Watteau
- 464. Contes fantastiques complets par Guy de Maupassant
- 465. Contes sorciers par Claude Seignolle
- 469. Cimetière de l'effroi par Donald Wandrei
- 472. Nous avons tous peur par B. R. Bruss
- 474. Le Temps mort par René Belletto (prix Jean Ray 1974)
- 476. La Maison des sorcières par Evangeline Walton
- 479. Aycha par Henry Rider Haggard
- 484. La Nuit du nord par Gérard Prévot
- 486. Lucifer et l'Enfant par Ethel Mannin
- 488. Harry Dickson T.16 par Jean Ray
- 490. Les Pourvoyeurs par Kurt Steiner
- 495. Le Pantacle de l'ange déchu par Charles-Gustave Burg
- 500. Bestiaire fantastique par Jean Ray
- 504. Le Peuple blanc par Arthur Machen
- 511. Le Fantôme dans le miroir par Patricia Squires
- 515. Le Rat Kavar par Thomas Owen
- 519. La Femme de Putiphar par Gaston Compère (prix Jean Ray 1975)
- 520. Toby Jugg, le possédé par Dennis Wheatley
- 538. Le Gnome rouge par Frank Belknap Long
- 543. Quatre histoires de zombi par August Derleth et Mark Schorer, Austin Hall, Hyatt Verrill et Helen Weinbaum
- 548. Huit histoires de Cthulhu par Robert Bloch, John Ramsey Campbell, Henry Kuttner, Brian Lumley et Joseph Vernon Shea
- 553. Le Spectre large par Gérard Prévot
- 558. L'Envers du masque par Kurt Steiner
- 560. Appelez-moi un exorciste par Jerome Bixby
- 564. Le Portrait de Dorian Gray par Oscar Wilde
- 567. Le Docteur Lerne par Maurice Renard
- 574. La Baronne trépassée par Ponson du Terrail
- 578. Le Chemin des abîmes par Michel Treignier (prix Jean Ray 1976)
- 589. Le roi de jaune vêtu par Robert Chambers
- 596. Confession du pécheur justifié par James Hogg
- 597. Le Joyau des sept étoiles par Bram Stoker
- 618. Les maisons suspectes et autres contes fantastiques par Thomas Owen
- 619. Les mains d'Orlac par Maurice renard
- 620. Carmilla par Joseph Sheridan Le Fanu
- 621. La Mante au fil des jours par Christine Renard
- 622. Les créatures du miroir par Joseph Sheridan Le Fanu
- 625. Celui qui pourrissait par Jean Pierre Bours (prix Jean Ray 1977)
- 628. Le Bourg envoûté par B. R. Bruss
- 629. L'auberge du Dragon volant par Joseph Sheridan Le Fanu
- 631. Derrière le mur blanc par Eddy C. Bertin
- 634. Le Druide noir par Frank Belknap Long
- 635. L'hallucinante histoire d'Audrey Rose par Frank De Felitta
- 636. L'Œil et le Doigt par Donald Wandrei
- 639. Kâ le terrifiant et autres nouvelles insolites par Lyon Sprague de Camp
- 640. Le visage de feu par Jean-Louis Bouquet
- 641. Les filles de la nuit par Jean-Louis Bouquet
- 706. Dagon, le Dieu-Poisson par Fred Chappell
- 707. Mandragore par Hanns Heinz Ewers
- 708. Histoires étranges par Claude Seignolle
- 709. Le Marquis de Bolibar par Leo Perutz
- 710. Brûle, Sorcière, brûle!par Abraham Merritt
- 711. Sept pas vers Satan par Abraham Merritt
- 712. Le Pacte noir par Robert E. Howard, préface de François Truchaud
- 713. Fureur noire par Robert E. Howard, préface de François Truchaud
- 900. Le dernier démon par Isaac Bashevis Singer (voir aussi le n°406)
- 901. Contes fantastiques T.1 : Fantaisies à la manière de Callot - Contes nocturnes par Ernst Theodor Wilhelm Hoffmann
- 902. Contes fantastiques T.2 : Contes des frères Sérapion (1) par Ernst Theodor Wilhelm Hoffmann
- 903. Contes fantastiques T.3 : Contes des frères Sérapion (2) par Ernst Theodor Wilhelm Hoffmann